# مواد ضدالتهاب شیر مادر
مواد ضدالتهاب شیر مادر (انگلیسی: Anti inflammatory agents in breast milk) مواد زیست‌فعال ضد التهابی موجود در شیر مادر است که باعث ایجاد یا افزایش پاسخ ضد التهابی در یک نوزاد شیرخوار می‌شوند.
| ترکیب زیست‌فعال                        | عملکرد                                                                            |
| ------------------------------------- | --------------------------------------------------------------------------------- |
| ویتامین آ                             | به رادیکال‌های آزاد اکسیژن واکنش نشان داده و آنها را غیرفعال می‌کند.                |
| ویتامین ث                             | به رادیکال‌های آزاد اکسیژن واکنش نشان داده و آنها را غیرفعال می‌کند.                |
| ویتامین ئی                            | به رادیکال‌های آزاد اکسیژن واکنش نشان داده و آنها را غیرفعال می‌کند.                |
| کاتالاز                               | هیدروژن پراکسید (آب‌اکسیژنه) را تجزیه می‌کند.                                       |
| گلوتاتیون پراکسیداز                   | از تجزیه اسیدهای چرب جلوگیری می‌کند.                                               |
| ۱-آلکیل-۲-استیل‌گلیسروفسفوکولین استراز | موجب تجزیهٔ فاکتور فعال‌کننده پلاکتی می‌شود، که یک مادهٔ قوی ایجادکنندهٔ زخم معده است. |
| آلفا یک آنتی‌تریپسین                   | آنزیم پروتئاز را مهار می‌کند.                                                      |
| آلفا یک آنتی‌کیموتریپسین               | آنزیم پروتئاز را مهار می‌کند.                                                      |
| پروستاگلاندین ۱ (اِگزوپُلی‌گالاکتوروناز) | محافظ سلولی                                                                       |
| پروستاگلاندین ۲                       | محافظ سلولی                                                                       |
| ئی‌سی‌اف                                | به بلوغ روده‌ها کمک می‌کند.                                                         |
| تی‌جی‌اف-آلفا                           | در رشد بیشتر بافت‌های پوششی بدن مشارکت دارد.                                       |
| فاکتور رشد تغییردهنده بتا             |                                                                                   |
| اینترلوکین ۱۰ (یک سیتوکین)            |                                                                                   |
| تی‌جی‌اف-آلفاِ آر۱ و آر۲                 |                                                                                   |